# Meat Loaf/Diskografie
Diese Diskografie ist eine Übersicht über die musikalischen Werke des US-amerikanischen Rock-Sängers Meat Loaf. Den Quellenangaben zufolge hat er bisher mehr als 90 Millionen Tonträger verkauft, damit zählt er zu den Interpreten mit den meisten verkauften Tonträgern weltweit. Seine erfolgreichste Veröffentlichung ist das Album Bat Out of Hell mit über 43 Millionen verkauften Einheiten.

## Alben

### Studioalben
| Jahr | Titel Musiklabel                                               | Höchstplatzierung, Gesamtwochen, AuszeichnungChartplatzierungen (Jahr, Titel, Musiklabel, Platzierungen, Wochen, Auszeichnungen, Anmerkungen) | Höchstplatzierung, Gesamtwochen, AuszeichnungChartplatzierungen (Jahr, Titel, Musiklabel, Platzierungen, Wochen, Auszeichnungen, Anmerkungen) | Höchstplatzierung, Gesamtwochen, AuszeichnungChartplatzierungen (Jahr, Titel, Musiklabel, Platzierungen, Wochen, Auszeichnungen, Anmerkungen) | Höchstplatzierung, Gesamtwochen, AuszeichnungChartplatzierungen (Jahr, Titel, Musiklabel, Platzierungen, Wochen, Auszeichnungen, Anmerkungen) | Höchstplatzierung, Gesamtwochen, AuszeichnungChartplatzierungen (Jahr, Titel, Musiklabel, Platzierungen, Wochen, Auszeichnungen, Anmerkungen) | Anmerkungen                                                    |
| Jahr | Titel Musiklabel                                               | DE | AT | CH | UK | US | Anmerkungen                                                    |
| ---- | -------------------------------------------------------------- | --- | --- | --- | --- | --- | -------------------------------------------------------------- |
| 1971 | Stoney & Meatloaf Rare Earth (Motown)                          | — | — | — | — | — | Erstveröffentlichung: Oktober 1971 mit Shaun Murphy            |
| 1977 | Bat Out of Hell Epic Records (CBS)                             | DE11 Platin · (67 Wo.)DE | AT30 a (1 Wo.)AT | CH9 a (3 Wo.)CH | UK3 ×12Zwölffachplatin · (530 Wo.)UK | US13 ×4Diamant + Vierfachplatin · (83 Wo.)US                                                                                                  | Erstveröffentlichung: 21. Oktober 1977 Verkäufe: + 43.000.000  |
| 1981 | Dead Ringer Epic Records (CBS)                                 | DE8 (31 Wo.)DE | — | — | UK1 Platin · (46 Wo.)UK | US45 (11 Wo.)US | Erstveröffentlichung: 4. September 1981 Verkäufe: + 395.000    |
| 1983 | Midnight at the Lost and Found Epic Records (CBS)              | DE26 (9 Wo.)DE | — | — | UK7 Gold · (23 Wo.)UK | — | Erstveröffentlichung: 25. April 1983 Verkäufe: + 100.000       |
| 1984 | Bad Attitude Atlantic Records (WEA)                            | DE24 (18 Wo.)DE | — | — | UK8 Gold · (16 Wo.)UK | US74 (10 Wo.)US | Erstveröffentlichung: 29. Oktober 1984 Verkäufe: + 100.000     |
| 1986 | Blind Before I Stop Atlantic Records (WEA)                     | DE51 (5 Wo.)DE | — | CH21 (3 Wo.)CH | UK28 Silber · (6 Wo.)UK | — | Erstveröffentlichung: 29. September 1986 Verkäufe: + 60.000    |
| 1993 | Bat Out of Hell II: Back into Hell MCA Records (UMG)           | DE1 ×2Doppelplatin · (50 Wo.)DE | AT1 Platin · (31 Wo.)AT | CH1 Platin · (38 Wo.)CH | UK1 ×6Sechsfachplatin · (68 Wo.)UK | US1 ×5Fünffachplatin · (56 Wo.)US | Erstveröffentlichung: 14. September 1993 Verkäufe: + 9.390.000 |
| 1995 | Welcome to the Neighbourhood MCA Records (UMG)                 | DE10 Gold · (22 Wo.)DE | AT44 (1 Wo.)AT | CH10 (13 Wo.)CH | UK3 Platin · (28 Wo.)UK | US17 Platin · (14 Wo.)US | Erstveröffentlichung: 14. November 1995 Verkäufe: + 2.142.500  |
| 2003 | Couldn’t Have Said It Better Sanctuary Records (BMG)           | DE8 (9 Wo.)DE | AT58 (4 Wo.)AT | CH44 (10 Wo.)CH | UK4 Gold · (14 Wo.)UK | US85 (4 Wo.)US | Erstveröffentlichung: 23. September 2003 Verkäufe: + 300.000   |
| 2006 | Bat Out of Hell III: The Monster Is Loose Virgin Records (EMI) | DE2 Gold · (18 Wo.)DE | AT5 (7 Wo.)AT | CH3 Gold · (13 Wo.)CH | UK3 Platin · (12 Wo.)UK | US8 Gold · (11 Wo.)US | Erstveröffentlichung: 20. Oktober 2006 Verkäufe: + 4.000.000   |
| 2010 | Hang Cool Teddy Bear Roadrunner Records (Roadrunner)           | DE4 (7 Wo.)DE | AT11 (4 Wo.)AT | CH4 (7 Wo.)CH | UK4 Gold · (7 Wo.)UK | US27 (3 Wo.)US | Erstveröffentlichung: 19. April 2010 Verkäufe: + 100.000       |
| 2011 | Hell in a Handbasket Legacy Records (Sony)                     | DE29 (3 Wo.)DE | — | CH49 (1 Wo.)CH | UK5 (4 Wo.)UK | US100 (1 Wo.)US | Erstveröffentlichung: 30. September 2011                       |
| 2016 | Braver Than We Are 429 Records (Savoy)                         | DE7 (3 Wo.)DE | AT27 (2 Wo.)AT | CH19 (2 Wo.)CH | UK4 (5 Wo.)UK | US31 (1 Wo.)US | Erstveröffentlichung: 9. September 2016                        |

grau schraffiert: keine Chartdaten aus diesem Jahr verfügbar

### Livealben
| Jahr | Titel Musiklabel                                                                    | Höchstplatzierung, Gesamtwochen, AuszeichnungChartplatzierungen (Jahr, Titel, Musiklabel, Platzierungen, Wochen, Auszeichnungen, Anmerkungen) | Höchstplatzierung, Gesamtwochen, AuszeichnungChartplatzierungen (Jahr, Titel, Musiklabel, Platzierungen, Wochen, Auszeichnungen, Anmerkungen) | Höchstplatzierung, Gesamtwochen, AuszeichnungChartplatzierungen (Jahr, Titel, Musiklabel, Platzierungen, Wochen, Auszeichnungen, Anmerkungen) | Höchstplatzierung, Gesamtwochen, AuszeichnungChartplatzierungen (Jahr, Titel, Musiklabel, Platzierungen, Wochen, Auszeichnungen, Anmerkungen) | Höchstplatzierung, Gesamtwochen, AuszeichnungChartplatzierungen (Jahr, Titel, Musiklabel, Platzierungen, Wochen, Auszeichnungen, Anmerkungen) | Anmerkungen                                                             |
| Jahr | Titel Musiklabel                                                                    | DE | AT | CH | UK | US | Anmerkungen                                                             |
| ---- | ----------------------------------------------------------------------------------- | --- | --- | --- | --- | --- | ----------------------------------------------------------------------- |
| 1987 | Live at Wembley Arista Records (BMG)                                                | — | — | — | UK60 (2 Wo.)UK | — | Erstveröffentlichung: 26. Oktober 1987                                  |
| 1996 | Live Around the World Tommy Boy (Tommy Boy)                                         | — | — | — | — | — | Erstveröffentlichung: 1996                                              |
| 1999 | VH1 Storytellers Beyond (BMG)                                                       | — | — | — | — | US129 (5 Wo.)US | Erstveröffentlichung: 14. September 1999                                |
| 2004 | Bat out of Hell: Live with the Melbourne Symphony Orchestra Sanctuary Records (BMG) | DE*DE | — | — | UK14 Platin · (5 Wo.)UK | — | Erstveröffentlichung: 28. September 2004 Verkäufe: + 60.000 * siehe DVD |
| 2007 | 3 Bats Live Mercury Records (UMG)                                                   | DE*DE | — | — | UK* GoldUK | — | Erstveröffentlichung: 12. Oktober 2007 * siehe DVD                      |
| 2012 | Guilty Pleasure Tour The Store For Music (TSFM)                                     | — | — | — | — | — | Erstveröffentlichung: 1. Oktober 2012                                   |

### Kompilationen
| Jahr | Titel Musiklabel                                                                         | Höchstplatzierung, Gesamtwochen, AuszeichnungChartplatzierungen (Jahr, Titel, Musiklabel, Platzierungen, Wochen, Auszeichnungen, Anmerkungen) | Höchstplatzierung, Gesamtwochen, AuszeichnungChartplatzierungen (Jahr, Titel, Musiklabel, Platzierungen, Wochen, Auszeichnungen, Anmerkungen) | Höchstplatzierung, Gesamtwochen, AuszeichnungChartplatzierungen (Jahr, Titel, Musiklabel, Platzierungen, Wochen, Auszeichnungen, Anmerkungen) | Höchstplatzierung, Gesamtwochen, AuszeichnungChartplatzierungen (Jahr, Titel, Musiklabel, Platzierungen, Wochen, Auszeichnungen, Anmerkungen) | Höchstplatzierung, Gesamtwochen, AuszeichnungChartplatzierungen (Jahr, Titel, Musiklabel, Platzierungen, Wochen, Auszeichnungen, Anmerkungen) | Anmerkungen                                                   |
| Jahr | Titel Musiklabel                                                                         | DE | AT | CH | UK | US | Anmerkungen                                                   |
| ---- | ---------------------------------------------------------------------------------------- | --- | --- | --- | --- | --- | ------------------------------------------------------------- |
| 1985 | Hits out of Hell Epic Records (CBS)                                                      | DE53 (5 Wo.)DE | — | — | UK2 ×2Doppelplatin · (99 Wo.)UK | — | Erstveröffentlichung: 14. Januar 1985 Verkäufe: + 690.000     |
| 1986 | 12″ Tape Epic Records (CBS)                                                              | — | — | — | — | — | Erstveröffentlichung: 1986                                    |
| 1987 | Rock ‘n’ Roll Hero Pickwick Music (Pickwick)                                             | — | — | — | — | — | Erstveröffentlichung: 1987                                    |
| 1989 | Heaven & Hell Telstar (CBS)                                                              | — | — | CH83 b (1 Wo.)CH | UK9 Platin · (12 Wo.)UK | — | Erstveröffentlichung: 13. November 1989 mit Bonnie Tyler      |
| 1989 | Prime Cuts Arista Records (BMG)                                                          | — | — | — | — | — | Erstveröffentlichung: 1989                                    |
| 1991 | Paradise by the Dashboardlight (The Very Best of) Arcade (Arcade)                        | — | — | — | — | — | Erstveröffentlichung: 1991                                    |
| 1993 | Back from Hell: The Very Best of Meat Loaf Columbia Records (Sony)                       | DE5 (26 Wo.)DE | AT9 (16 Wo.)AT | CH6 Gold · (16 Wo.)CH | — | — | Erstveröffentlichung: 6. Dezember 1993 Verkäufe: + 50.000     |
| 1993 | The Collection Ariola Records (BMG)                                                      | — | — | — | — | — | Erstveröffentlichung: 1993                                    |
| 1994 | Back from Hell Again! – The Very Best of Meat Loaf Vol. 2 Columbia Records (Sony)        | DE59 (8 Wo.)DE | — | — | — | — | Erstveröffentlichung: 22. August 1994                         |
| 1994 | Alive in Hell Pure Music (Pure)                                                          | — | — | — | UK33 (5 Wo.)UK | — | Erstveröffentlichung: 10. Oktober 1994                        |
| 1996 | Heaven Can Wait – The Best Ballads of Meat Loaf Vol. 1 Epic Records (Sony)               | DE30 (10 Wo.)DE | — | — | — | — | Erstveröffentlichung: 29. Januar 1996                         |
| 1998 | The Very Best of Meat Loaf auch bekannt als: The Essential Meat Loaf Epic Records (Sony) | DE5 (4 Wo.)DE | — | CH24 (1 Wo.)CH | UK14 ×2Doppelplatin · (48 Wo.)UK | US— GoldUS | Erstveröffentlichung: 24. November 1998 Verkäufe: + 1.100.000 |
| 2003 | Fallen Angel Epic Records (Sony)                                                         | — | — | — | — | — | Erstveröffentlichung: 2003                                    |
| 2003 | Heaven Can Wait: The Best of Meat Loaf EMI Gold (EMI)                                    | — | — | — | UK— GoldUK | — | Erstveröffentlichung: 2003                                    |
| 2008 | Collections Legacy Records (Sony BMG)                                                    | — | — | — | — | — | Erstveröffentlichung: 2. Juni 2008                            |
| 2009 | Piece of the Action: The Best of Meat Loaf Camden Deluxe (Sony)                          | — | — | — | UK56 Platin · (64 Wo.)UK | — | Erstveröffentlichung: 2. März 2009                            |

### EPs
- 1982: Meat Loaf in Europe ’82

## Singles
| Jahr | Titel Album                                                                                        | Höchstplatzierung, Gesamtwochen, AuszeichnungChartplatzierungen (Jahr, Titel, Album, Platzierungen, Wochen, Auszeichnungen, Anmerkungen) | Höchstplatzierung, Gesamtwochen, AuszeichnungChartplatzierungen (Jahr, Titel, Album, Platzierungen, Wochen, Auszeichnungen, Anmerkungen) | Höchstplatzierung, Gesamtwochen, AuszeichnungChartplatzierungen (Jahr, Titel, Album, Platzierungen, Wochen, Auszeichnungen, Anmerkungen) | Höchstplatzierung, Gesamtwochen, AuszeichnungChartplatzierungen (Jahr, Titel, Album, Platzierungen, Wochen, Auszeichnungen, Anmerkungen) | Höchstplatzierung, Gesamtwochen, AuszeichnungChartplatzierungen (Jahr, Titel, Album, Platzierungen, Wochen, Auszeichnungen, Anmerkungen) | Anmerkungen                                                                  |
| Jahr | Titel Album                                                                                        | DE | AT | CH | UK | US | Anmerkungen                                                                  |
| ---- | -------------------------------------------------------------------------------------------------- | --- | --- | --- | --- | --- | ---------------------------------------------------------------------------- |
| 1971 | What You See Is What You Get Stoney & Meatloaf                                                     | — | — | — | — | US71 (6 Wo.)US | Erstveröffentlichung: 14. April 1971 mit Shaun Murphy                        |
| 1971 | It Takes All Kind of People Stoney & Meatloaf                                                      | — | — | — | — | — | Erstveröffentlichung: 21. Juli 1971 mit Shaun Murphy                         |
| 1974 | More Than You Deserve –                                                                            | — | — | — | — | — | Erstveröffentlichung: Januar 1974                                            |
| 1977 | You Took the Words Right Out of My Mouth Bat Out of Hell                                           | DE22 (13 Wo.)DE | — | — | UK33 Gold · (8 Wo.)UK | US39 (13 Wo.)US | Erstveröffentlichung: Oktober 1977 Verkäufe: + 500.000                       |
| 1978 | Two Out of Three Ain’t Bad Bat Out of Hell                                                         | — | — | — | UK32 Platin · (10 Wo.)UK | US11 Gold + Platin (Digital) · (23 Wo.)US                                                                                                | Erstveröffentlichung: 4. März 1978 Verkäufe: + 2.745.000                     |
| 1978 | Bat Out of Hell                                                                                    | — | — | — | UK8 Platin · (18 Wo.)UK | — | Erstveröffentlichung: Mai 1978 Verkäufe: + 700.000                           |
| 1978 | Paradise by the Dashboard Light Bat Out of Hell                                                    | — | — | — | UK— PlatinUK | US39 Platin · (10 Wo.)US | Erstveröffentlichung: 29. Juli 1978 Verkäufe: + 2.005.000; feat. Ellen Foley |
| 1981 | I’m Gonna Love Her for Both of Us Dead Ringer                                                      | — | — | — | UK62 (3 Wo.)UK | US84 (3 Wo.)US | Erstveröffentlichung: 1. September 1981                                      |
| 1981 | Dead Ringer for Love Dead Ringer                                                                   | — | — | — | UK5 Gold · (19 Wo.)UK | — | Erstveröffentlichung: 13. November 1981 Verkäufe: + 400.000, feat. Cher      |
| 1981 | Read ’Em and Weep Dead Ringer                                                                      | — | — | — | — | — | Erstveröffentlichung: November 1981                                          |
| 1983 | Razor’s Edge Midnight at the Lost and Found                                                        | — | — | — | UK41 (4 Wo.)UK | — | Erstveröffentlichung: Mai 1983                                               |
| 1983 | If You Really Want to Midnight at the Lost and Found                                               | — | — | — | UK59 (3 Wo.)UK | — | Erstveröffentlichung: 16. Mai 1983                                           |
| 1983 | Midnight at the Lost and Found                                                                     | — | — | — | UK17 (8 Wo.)UK | — | Erstveröffentlichung: 12. September 1983                                     |
| 1984 | Modern Girl Bad Attitude                                                                           | DE30 (10 Wo.)DE | — | — | UK17 (11 Wo.)UK | — | Erstveröffentlichung: 24. September 1984                                     |
| 1984 | Nowhere Fast Bad Attitude                                                                          | — | — | — | UK67 (8 Wo.)UK | — | Erstveröffentlichung: November 1984                                          |
| 1985 | Piece of the Action Bad Attitude                                                                   | — | — | — | UK47 (6 Wo.)UK | — | Erstveröffentlichung: 11. März 1985                                          |
| 1985 | Surf’s Up Bad Attitude                                                                             | — | — | — | — | — | Erstveröffentlichung: August 1985                                            |
| 1986 | Rock ‘n’ Roll Mercenaries Blind Before I Stop                                                      | — | — | — | UK31 (6 Wo.)UK | — | Erstveröffentlichung: 18. August 1986 mit John Parr & Frank Farian           |
| 1986 | Getting Away With Murder Blind Before I Stop                                                       | — | — | — | — | — | Erstveröffentlichung: November 1986                                          |
| 1987 | Blind Before I Stop                                                                                | — | — | — | — | — | Erstveröffentlichung: Februar 1987                                           |
| 1987 | Special Girl Blind Before I Stop                                                                   | — | — | — | — | — | Erstveröffentlichung: April 1987                                             |
| 1993 | I’d Do Anything for Love (But I Won’t Do That) Bat out of Hell II: Back into Hell                  | DE1 Platin · (27 Wo.)DE | AT1 Platin · (19 Wo.)AT | CH1 Gold · (25 Wo.)CH | UK1 Platin · (19 Wo.)UK | US1 Platin · (44 Wo.)US | Erstveröffentlichung: 27. September 1993 Verkäufe: + 2.300.000               |
| 1994 | Rock and Roll Dreams Come Through Bat Out of Hell II: Back into Hell                               | DE26 (16 Wo.)DE | AT17 (8 Wo.)AT | — | UK11 (8 Wo.)UK | US13 (20 Wo.)US | Erstveröffentlichung: 18. Januar 1994                                        |
| 1994 | Objects in the Rear View Mirror May Appear Closer Than They Are Bat Out of Hell II: Back into Hell | DE90 (2 Wo.)DE | — | — | UK26 (4 Wo.)UK | US38 (11 Wo.)US | Erstveröffentlichung: 25. April 1994                                         |
| 1995 | I’d Lie for You (And That’s the Truth) Welcome to the Neighborhood                                 | DE17 (19 Wo.)DE | AT31 (8 Wo.)AT | CH24 (11 Wo.)CH | UK2 Silber · (13 Wo.)UK | US13 Gold · (20 Wo.)US | Erstveröffentlichung: 3. Oktober 1995 Verkäufe: + 700.000, feat. Patti Russo |
| 1996 | Not a Dry Eye in the House Welcome to the Neighborhood                                             | DE93 (3 Wo.)DE | — | — | UK7 (6 Wo.)UK | US82 (4 Wo.)US | Erstveröffentlichung: 15. Januar 1996                                        |
| 1996 | Runnin’ for the Red Light (I Gotta Life) Welcome to the Neighborhood                               | — | — | — | UK21 (4 Wo.)UK | — | Erstveröffentlichung: 15. April 1996                                         |
| 1998 | A Kiss Is a Terrible Thing To Waste The Very Best of Meat Loaf                                     | — | — | — | — | — | Erstveröffentlichung: 1998                                                   |
| 1999 | Is Nothing Sacred The Very Best of Meat Loaf                                                       | — | — | — | UK15 (4 Wo.)UK | — | Erstveröffentlichung: 15. März 1999 feat. Patti Russo                        |
| 2003 | Did I Say That? Couldn’t Have Said It Better                                                       | DE18 (6 Wo.)DE | AT40 (4 Wo.)AT | CH56 (2 Wo.)CH | — | — | Erstveröffentlichung: 26. Januar 2003                                        |
| 2003 | Couldn’t Have Said It Better                                                                       | DE80 (3 Wo.)DE | — | — | UK31 (2 Wo.)UK | — | Erstveröffentlichung: 14. April 2003 feat. Patti Russo                       |
| 2003 | Man of Steel Couldn’t Have Said It Better                                                          | — | — | — | UK21 (4 Wo.)UK | — | Erstveröffentlichung: 24. November 2003 feat. Pearl Aday                     |
| 2006 | It’s All Coming Back to Me Now Bat Out of Hell III: The Monster Is Loose                           | DE7 (19 Wo.)DE | AT17 (15 Wo.)AT | CH21 (16 Wo.)CH | UK6 Silber · (10 Wo.)UK | — | Erstveröffentlichung: 9. Oktober 2006 feat. Marion Raven                     |
| 2007 | Cry Over Me Bat Out of Hell III: The Monster Is Loose                                              | — | — | — | UK47 (1 Wo.)UK | — | Erstveröffentlichung: 7. Mai 2007                                            |
| 2010 | Los Angeloser Hang Cool Teddy Bear                                                                 | — | — | — | — | — | Erstveröffentlichung: 2. April 2010                                          |
| 2010 | Peace on Earth Hang Cool Teddy Bear                                                                | — | — | — | — | — | Erstveröffentlichung: 27. April 2010                                         |
| 2010 | If I Can’t Have You Hang Cool Teddy Bear                                                           | — | — | — | — | — | Erstveröffentlichung: 2010                                                   |
| 2011 | All of Me Hell in a Handbasket                                                                     | — | — | — | — | — | Erstveröffentlichung: 2011                                                   |
| 2016 | Going All the Way Braver Than We Are                                                               | — | — | — | — | — | Erstveröffentlichung: 22. Juni 2016                                          |
| 2016 | Speaking in Tongues Braver Than We Are                                                             | — | — | — | — | — | Erstveröffentlichung: 8. August 2016                                         |

## Videoalben
| Jahr | Titel                                                                   | Höchstplatzierung, Gesamtwochen, AuszeichnungChartplatzierungen (Jahr, Titel, Platzierungen, Wochen, Auszeichnungen, Anmerkungen) | Höchstplatzierung, Gesamtwochen, AuszeichnungChartplatzierungen (Jahr, Titel, Platzierungen, Wochen, Auszeichnungen, Anmerkungen) | Höchstplatzierung, Gesamtwochen, AuszeichnungChartplatzierungen (Jahr, Titel, Platzierungen, Wochen, Auszeichnungen, Anmerkungen) | Höchstplatzierung, Gesamtwochen, AuszeichnungChartplatzierungen (Jahr, Titel, Platzierungen, Wochen, Auszeichnungen, Anmerkungen) | Höchstplatzierung, Gesamtwochen, AuszeichnungChartplatzierungen (Jahr, Titel, Platzierungen, Wochen, Auszeichnungen, Anmerkungen) | Anmerkungen                                                                                       |
| Jahr | Titel                                                                   | DE | AT | CH | UK | US | Anmerkungen                                                                                       |
| ---- | ----------------------------------------------------------------------- | --- | --- | --- | --- | --- | ------------------------------------------------------------------------------------------------- |
| 1978 | Live                                                                    | — | — | — | UK43 (3 Wo.)UK | — | Erstveröffentlichung: 1978 Charteinstieg UK: 1994                                                 |
| 1984 | Hits Out of Hell                                                        | — | — | — | UK3 Platin · (86 Wo.)UK | — | Erstveröffentlichung: 1984 Charteinstieg UK: 1994; Verkäufe: + 222.500                            |
| 1985 | Bad Attitude – Live!                                                    | — | — | — | UK17 (12 Wo.)UK | — | Erstveröffentlichung: 1985 Charteinstieg UK: 1994                                                 |
| 1993 | Bat Out of Hell II: Picture Show                                        | — | — | — | UK6 Gold · (59 Wo.)UK | — | Erstveröffentlichung: 1993 Verkäufe: + 25.000                                                     |
| 1999 | Bat Out of Hell: Classic Albums                                         | — | — | — | UK20 (4 Wo.)UK | — | Erstveröffentlichung: 1999 Verkäufe: + 57.500                                                     |
| 1999 | VH1: Storytellers                                                       | — | — | — | UK11 Gold · (29 Wo.)UK | — | Erstveröffentlichung: 1999 Verkäufe: + 32.500; Charteinstieg UK: 2008                             |
| 2004 | Bat Out of Hell: Live with the Melbourne Symphony Orchestra             | DE81 (1 Wo.)DE | — | — | UK2 Platin · (25 Wo.)UK | — | Erstveröffentlichung: 28. September 2004 Verkäufe: + 67.500                                       |
| 2007 | Cry Over Me                                                             | — | — | — | — | — | Erstveröffentlichung: 7. Mai 2007 Videosingle                                                     |
| 2007 | 3 Bats Live                                                             | DE72 (3 Wo.)DE | — | — | UK3 Gold · (32 Wo.)UK | — | Erstveröffentlichung: 12. Oktober 2007 Verkäufe: + 25.000                                         |
| 2009 | Bat Out of Hell: The Original Tour auch bekannt als: Live at Rockpalast | — | — | — | UK37 (1 Wo.)UK | — | Erstveröffentlichung: 2009                                                                        |
| 2011 | Welcome to the Neighborhood                                             | — | — | — | — | — | Erstveröffentlichung: 31. Mai 2011 Beigabe zur Collectors Edition von Welcome to the Neighborhood |

grau schraffiert: keine Chartdaten aus diesem Jahr verfügbar

## Boxsets
- 1997: Dead Ringer – Midnight at the Lost and Found – Bat Out of Hell
- 2007: Dead Ringer / Bat Out of Hell (Verkäufe: + 600.000; UK: Silber)

## Promoveröffentlichungen
Livealben
- 1978: Live at "My Father’s Place"
- 1978: Live from "The El Mocambo"

## Sonderveröffentlichungen

### Kompilationen
- 1995: Definitive Collection (Teil der Reihe Best of the Best)
- 1997: The Masters (Teil der Reihe Eagle Masters)
- 1999: Simply the Best (Teil der Reihe Simply the Best)
- 2007: Discover Meat Loaf (Teil der Reihe Discover)
- 2008: Greatest Hits (Teil der Reihe Steel Box Collection)

### EPs
- 1982: 4 Track E.P. (Teil der Reihe Greatest Original Hits)

### Interviewalben
- 1988: The Chris Tetley Interviews
- 1995: Chat Out Of Hell

## Statistik

### Chartauswertung
|                     | DE     | AT    | CH     | UK     | US     |
| ------------------- | ------ | ----- | ------ | ------ | ------ |
| Nummer-eins-Alben   | DE1DE  | AT1AT | CH1CH  | UK2UK  | US1US  |
| Top-10-Alben        | DE9DE  | AT3AT | CH6CH  | UK12UK | US2US  |
| Alben in den Charts | DE19DE | AT8AT | CH12CH | UK18UK | US10US |

|                       | DE     | AT    | CH    | UK     | US     |
| --------------------- | ------ | ----- | ----- | ------ | ------ |
| Nummer-eins-Singles   | DE1DE  | AT1AT | CH1CH | UK1UK  | US1US  |
| Top-10-Singles        | DE2DE  | AT1AT | CH1CH | UK6UK  | US1US  |
| Singles in den Charts | DE10DE | AT5AT | CH4CH | UK23UK | US10US |

|                          | DE    | AT    | CH    | UK    | US    |
| ------------------------ | ----- | ----- | ----- | ----- | ----- |
| Nummer-eins-Videoalben   | DE—DE | AT—AT | CH—CH | UK—UK | US—US |
| Top-10-Videoalben        | DE—DE | AT—AT | CH—CH | UK4UK | US—US |
| Videoalben in den Charts | DE—DE | AT—AT | CH—CH | UK9UK | US—US |

### Auszeichnungen für Musikverkäufe
| Land/RegionAuszeichnungen für Musikverkäufe (Land/Region, Auszeichnungen, Verkäufe, Quellen) | Silber     | Gold       | Platin         | Diamant     | Verkäufe    | Quellen                                                   |
| -------------------------------------------------------------------------------------------- | ---------- | ---------- | -------------- | ----------- | ----------- | --------------------------------------------------------- |
| Australien (ARIA)                                                                            | —          | 6× Gold6   | 43× Platin43   | —           | 2.697.500   | aria.com.au AU2                                           |
| Dänemark (IFPI)                                                                              | —          | Gold1      | 2× Platin2     | —           | 60.000      | ifpi.dk hitlisten.nu                                      |
| Deutschland (BVMI)                                                                           | —          | 2× Gold2   | 4× Platin4     | —           | 2.400.000   | musikindustrie.de                                         |
| Europa (IFPI)                                                                                | —          | —          | 3× Platin3     | —           | (3.000.000) | ifpi.org (Memento vom 1. Januar 2014 im Internet Archive) |
| Kanada (MC)                                                                                  | —          | 5× Gold5   | 12× Platin12   | 2× Diamant2 | 3.380.000   | musiccanada.com                                           |
| Neuseeland (RMNZ)                                                                            | —          | 4× Gold4   | 28× Platin28   | —           | 512.500     | aotearoamusiccharts.co.nz NZ2                             |
| Niederlande (NVPI)                                                                           | —          | Gold1      | 5× Platin5     | —           | 575.000     | nvpi.nl                                                   |
| Norwegen (IFPI)                                                                              | —          | Gold1      | —              | —           | 25.000      | ifpi.no                                                   |
| Österreich (IFPI)                                                                            | —          | —          | 2× Platin2     | —           | 100.000     | ifpi.at                                                   |
| Schweden (IFPI)                                                                              | —          | —          | Platin1        | —           | 100.000     | sverigetopplistan.se                                      |
| Schweiz (IFPI)                                                                               | —          | 3× Gold3   | Platin1        | —           | 115.000     | hitparade.ch                                              |
| Spanien (Promusicae)                                                                         | —          | Gold1      | —              | —           | 50.000      | elportaldemusica.es                                       |
| Vereinigte Staaten (RIAA)                                                                    | —          | 6× Gold6   | 13× Platin13   | Diamant1    | 25.650.000  | riaa.com                                                  |
| Vereinigtes Königreich (BPI)                                                                 | 4× Silber4 | 12× Gold12 | 33× Platin33   | —           | 12.645.000  | bpi.co.uk                                                 |
| Insgesamt                                                                                    | 4× Silber4 | 42× Gold42 | 147× Platin147 | 3× Diamant3 |             |                                                           |